# Martin Ryšavý
Martin Ryšavý (Praga, 5 de abril de 1967) es un novelista checo, también guionista y director de películas documentales.

## Biografía
Martin Ryšavý estudió biología en la Universidad Carolina de Praga y para guionista en la Escuela de Cine y Televisión de la Academia de Artes Escénicas en Praga.
Trabaja como profesor en el Departamento de escritura de guiones y dramaturgia en dicha escuela.
Compagina su faceta cinematográfica —ha realizado diversos documentales sobre temas etnográficos de Siberia y Vietnam—, con su faceta puramente literaria.

## Obra
Martin Ryšavý comenzó su carrera literaria escribiendo guiones, el primero para su propio filme Argiš (1995), que narra la vida de una tribu nómada en la Península de Taimyr, al norte de Rusia. También escribió el guion de la película Lesní chodci, dirigida por Ivan Vojnár en 2003; posteriormente reescrito, dio lugar al libro homónimo.
Ryšavý luego trabajó en una serie de documentales en su mayor parte ambientados en Rusia y Siberia: Sibiř – duše v muzeu (2001), Afoňka už nechce pást soby (2004) y Malupien, Olšový Spas (2008). 
Su amor por las tierras vírgenes le llevó a escribir su novela en dos volúmenes Cesty na Sibiř (en español «Viajes a Siberia», 2008, 2011). Por esta obra recibió el premio Magnesia Litera —en su sección de mejor trabajo en prosa—, siendo también nominado para el premio Josef Škvorecký.
En palabras de la escritora Petra Hůlová, «Pese a los largos pasajes descriptivos del entorno local, Cesty na Sibiř es fundamentalmente autoterapia. Las reflexiones en materia etnográfica, sociológica e histórica están enmarcadas en la historia del protagonista y narrador, un hombre que se busca a sí mismo.»

Su película documental Země snů (en español «La tierra de los sueños», 2010) examina el problema del desempleo en la numerosa comunidad vietnamita existente en la República Checa.
Laureado con el premio Pavel Koutecky, el documental plantea la difícil situación de muchos inmigrantes vietnamitas que ya llegan a la República Checa con enormes deudas por su viaje a Europa, sin ningún conocimiento del idioma local ni de la legislación checa.
Vrač, novela de Ryšavý publicada en 2010, trata sobre el absurdo de la Rusia contemporánea. El protagonistas es, primero director, luego barrendero y finalmente despachador de los servicios municipales de Moscú.
Mediante un monólogo se describen tanto el Moscú actual como la antigua Unión Soviética, e igualmente el «elevado» mundo del arte —en la labor del antiguo director— así como el «bajo» mundo de los limpiadores municipales.
Este libro fue galardonado en 2011 con los premios Magnesia Litera y Josef Škvorecký.
La obra literaria más reciente de Ryšavý, Stanice Čtyřsloupový ostrov (2011), aborda el tema de un anterior documental suyo, Medvědí ostrovy, describiendo la vida en una estación polar rusa.

## Obras
- Lesní chodci (2001)
- Cesty na Sibiř (2008)
- Vrač (2010)
- Stanice Čtyřsloupový ostrov (2011)